# Шутём
Шутём — посёлок в Шалинском районе Свердловской области России. Входит в Шалинский муниципальный округ.
Ранее посёлок входил в состав Горного сельсовета Шалинского района.

## География
Посёлок Шутём расположен в 41 километре к западо-северо-западу от посёлка Шаля (в 49 километрах по автодороге), в лесной местности, по реке Баской — правого притока Сылвы, у подножия горы Афониной (340,3 метра над уровнем моря). Вблизи расположен остановочный пункт Шутём Свердловской железной дороги. 

## История
Название посёлок получил от русского слова «шутём», означающее необработанное поле, пустошь, покос. В 1907–1908 годах посёлок получил дополнительное развитие в связи со строительством железной дороги. На реке Баской в 1950-х годах работала мельница.

## Население
| 2002 | 2010 |
| ---- | ---- |
| 36   | ↘12  |